# Ys IV: Mask of the Sun
Ys IV: Mask of the Sun (Japans: イースIV～Mask of The Sun～; Chinees:伊苏IV) is een computerspel dat in 1993 uitkwam voor het platform Super Nintendo Entertainment System. In 2005 volgende een release voor de PlayStation 2 onder de naam Ys IV: Mask of the Sun - A New Theory. Het spel is het vierde spel dat uitkwam in de Ys-serie. Het verhaal vindt plaats tussen de gebeurtenissen in Ys II en III. Adol Christian vindt na zijn terugreis uit de stad Minea een briefje in een fles met een oproep voor hulp uit een veraf gelegen rijk. Adol besluit uit te zoeken hoe dit in elkaar zit en vertrekt gelik per schip richting het Celceta.

## Platforms
| jaar | platform       |
| ---- | -------------- |
| 1993 | SNES           |
| 2005 | Play Station 2 |

Het spel zou ook uitkomen voor de Sega Mega Drive, maar deze versie werd geannuleerd.

## Ontvangst
| Beoordeeld door | Platform | Datum | Score |
| --------------- | -------- | ----- | ----- |
| Jeuxvideo.com   | SNES     | 2013  | 80%   |
| RPGamer         | SNES     | 2009  | 60%   |
| Legendra        | SNES     | 2004  | 50%   |